# عامل الصفيحات 4
عامِل الصُفَيْحَات الرابع، هو سيتوكين صغير ينتمي لعائلة الـ(CXC) من الكيموكينات. يتحرر هذا الكيموكين من الحبيبات ألفا في الصفيحات المفعلة خلال عملية تراكمها، فيحفز تخثر الدم من خلال تخفيف تأثيرات الجزيئات الشبيهة بالهيبارين. ولذلك، قد يكون له دورًا في التئام الجروح والالتهابات.